# Kościół ewangelicki w Bolkowie
Kościół ewangelicki Świętej Trójcy w Bolkowie – kościół położony przy skrzyżowaniu ulic Kamiennogórskiej i Niepodległości. Budynek został ukończony w 1855 roku. Obecnie w kościele znajduje się Bolkowska Galeria Historyczno-Artystyczna ARS ET HISTORIA.

## Historia
Obecny kościół ewangelicki nie jest jedynym, który znajdował się w Bolkowie. Pierwszy, drewniany kościół protestancki został wzniesiony w 1742 roku na rynku w miejscu obecnej anielskiej fontanny. Kosztował on 1330 talarów. W 1855 roku został on rozebrany ze względu na zły stan techniczny.
Aktu poświęcenia nowej świątyni dokonano 7 października 1855 roku, 113 lat po poświęceniu wcześniejszej. Kościół posiadał 850 miejsc siedzących. Po II wojnie światowej zdemontowano część wieży z kopułą. Dzwony zniknęły w nieznanych okolicznościach.

### Kalendarium
- 1818 – ewangelicy udali się do magistratu z prośbą o pozwolenie na posiadanie dzwonów (wcześniej korzystali z dzwonów kościoła katolickiego). Urząd wyraził na to zgodę. Dzwony mały być zamontowane na baszcie muru miejskiego, ponieważ okoliczne wsie Klein Waltersdorf i Wiesau nie chciały współfinansować inwestycji. W związku z tym dzwony nie zostały zakupione
- 1850 – udzielono 213 chrztów
- 8 sierpnia 1855 – poświęcenie dzwonów[2]
- 1917 – średni dzwon zostaje zdemontowany na potrzeby militarne
- 1922 – zainstalowanie nowych dwudziestosześciogłosowych organów, wykonanych przez firmę Schlag & Söhne ze Świdnicy[2]
- 21 maja 1922 – poświęcenie tablic znajdujących się po obu stronach ołtarza, upamiętniające 160 poległych bolkowian w trakcie I wojny światowej
- 1924 – zainstalowanie elektrycznego oświetlenia
- 1926 – poświęcenie nowych dzwonów
- 1928 – zainstalowanie elektrycznego ogrzewania podłogowego przez firmę Siemens-Schuckert(inne języki)
- 1930 – obchody 75 rocznicy fundacji świątyni